# Vierge à l'Enfant (Bellini, Atlanta)
Vierge à l'Enfant – en italien Madonna con Bambino – est un tableau réalisé vers 1510 par le peintre italien Giovanni Bellini. De format vertical, cette peinture à l'huile sur panneau est une Madone qui représente Marie tenant l'Enfant Jésus assis sur sa cuisse droite devant une tenture verte qui laisse voir un paysage vallonné dans le tiers droit de la composition. Don de la Samuel H. Kress Foundation, l'œuvre est conservée au High Museum of Art, à Atlanta, en Géorgie, aux États-Unis.

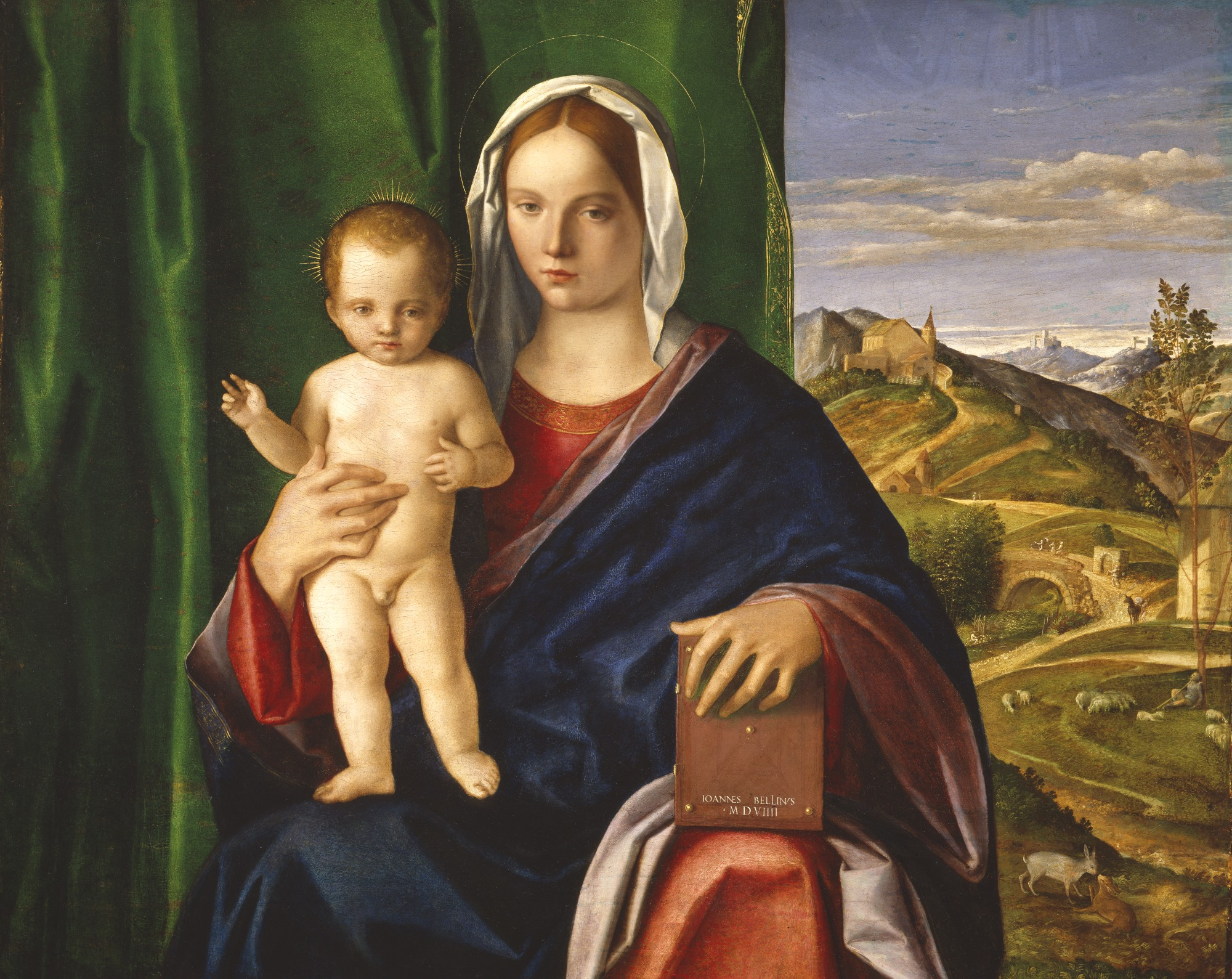
Vierge à l'Enfant, 1509 – Detroit Institute of Arts, Détroit.
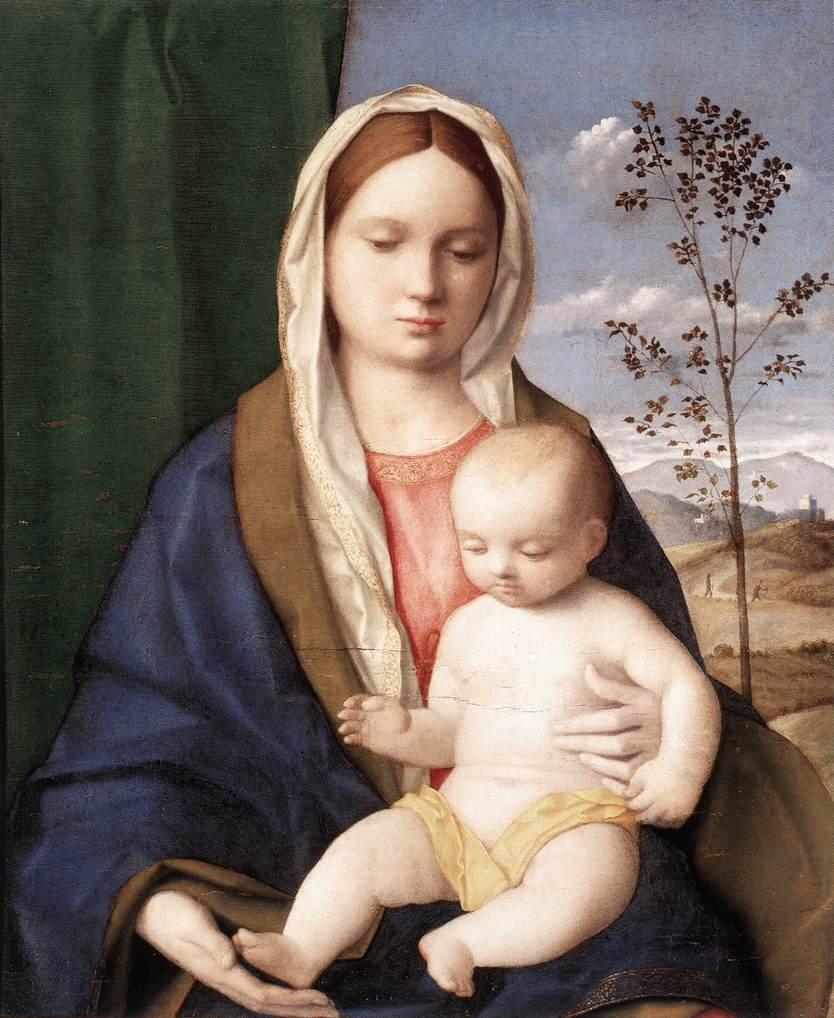
Vierge à l'Enfant, vers 1510 – Galerie Borghèse, Rome.